# General SS
General SS  (SS-generalen) è un romanzo di Sven Hassel, edito in Italia da Longanesi nel 1973 e tradotto da Giovanna Rosselli.

## Trama
Hassel e i suoi compagni del battaglione di Disciplina, impegnati nell'assedio di Stalingrado, riescono a scampare al massacro e si ritrovano ad affrontare la sterminata pianura russa dominata dal generale inverno. Si salveranno per merito di un generale delle SS che riorganizza i superstiti e gli sbandati di diverse unità scampate alla Battaglia di Stalingrado, riuscendo dopo molte peripezie a rientrare nelle linee tedesche, nel resoconto dell'unico episodio storico realmente accaduto dell'intero romanzo.